# Molophilus palpera
Molophilus palpera är en tvåvingeart som beskrevs av Günther Theischinger 1992. Molophilus palpera ingår i släktet Molophilus och familjen småharkrankar. Inga underarter finns listade i Catalogue of Life.